# Friedrich Theuring
Friedrich Theuring (* 23. Juni 1923 in Ratingen; † Februar 2000) war ein deutscher Schauspieler.

## Leben
Seine Schauspielausbildung absolvierte Theuring an der Folkwang Universität in Essen, worauf bald die ersten Engagements folgten, etwa in den Fernsehserien Fernfahrer und Ein Herz und eine Seele.
Einen Schwerpunkt seiner Theaterarbeit bildete das Stadttheater Aachen, wo er viele Jahre lang Mitglied des Ensembles war.
Einem breiten Publikum wurde er zudem durch die Rolle des Opa Willem Kranz in der ARD-Vorabendserie Marienhof bekannt, in der er vom 6. Oktober 1992 bis 1995 zu sehen war.
Seinen letzten Auftritt hatte Theuring in der Tatort-Folge Heilig Blut, die am 14. Januar 1996 in der ARD erstausgestrahlt wurde. Darin spielte er den Restaurateur  Wollersheim.
In Ratingen war er einer der Mitbegründer der Naturbühne Blauer See.

## Filmografie

### Fernsehen
- 1965: Fluchtversuch (Fernsehfilm)
- 1965: Der Bürgermeister (Fernsehfilm)
- 1965: Zeitsperre (Fernsehfilm)
- 1966: Zehn Prozent (Fernsehfilm)
- 1967: Fernfahrer (Fernsehserie, Folge Durchfahrt verboten)
- 1973: Ein Herz und eine Seele (Fernsehserie, Folge Die Beerdigung)
- 1973: Frühbesprechung (Fernsehserie, Folge Der Held)
- 1974: Die 7-Tage-Woche des Drahtwebers Rolf Piechotta (Fernsehfilm)
- 1975: Tatort: Wodka Bitter-Lemon (Fernsehreihe)
- 1977: Rückfälle (Fernsehfilm)
- 1992–1995: Marienhof (Fernsehserie)
- 1995: Tödliche Wahl (Fernsehserie, Folge Der Gegner)
- 1996: Tatort: Heilig Blut (Fernsehreihe)